# Howard P. Becker
Howard Paul Becker (* 9. Dezember 1899 in New York City; † 8. Juni 1960 ebenda) war ein amerikanischer Soziologe. Er befasste sich hauptsächlich mit Wissens- und Religionssoziologie. Er war der 50. Präsident der  American Sociological Association.
Von 1913 bis 1922 Industriearbeiter, nahm Becker 1922 ohne formale Vorbildung das Studium der Sozialwissenschaften an der Northwestern University (Illinois) auf und hörte 1926/27 als Austauschstudent an der Universität Köln Max Scheler und Leopold von Wiese. 1930 wurde er an der University of Chicago zum Dr. phil. promoviert, wo er bereits seit 1928 als Dozent für Soziologie gewirkt hatte. Seit 1937 war Becker dann Professor für Soziologie an der University of Wisconsin, er lehrte auch als Gastprofessor an der Harvard University in Cambridge (Massachusetts) und der Stanford University (Kalifornien), außerdem noch in Birmingham und Toronto.
Nach dem Zweiten Weltkrieg war Becker im Rahmen des Secret Intelligence Service in der Amerikanischen Besatzungszone Beauftragter für die Universität Frankfurt am Main, die Universität Marburg und weitere Hochschulen. Früh ermutigte er Leopold von Wiese und Max Graf zu Solms, die Deutsche Gesellschaft für Soziologie wiederzubeleben. Später kehrte er als Hochschullehrer an die Universität Wisconsin zurück. Obwohl nicht in Europa geboren, war Becker der deutschen Sprache mächtig. Er trug erheblich zur Verbreitung der deutschen Soziologie in den USA bei.
Becker fühlte sich soziologisch vor allem Max Weber, Émile Durkheim, Maurice Halbwachs, Ferdinand Tönnies und Bronislaw Malinowski verpflichtet und war selbst akademischer Lehrer von C. Wright Mills. In Deutschland hatte die Soziologin Hanna Meuter, ebenfalls eine Schülerin von Wieses, regen Kontakt mit Becker und seiner Familie in den USA (die Korrespondenz befindet sich im Kreisarchiv Viersen); sie publizierte u. a. Rezensionen über Beckers Werke.

## Schriften (Auswahl)
- mit Leopold von Wiese: Systematische Soziologie. 1932.
- Social Thought from Lore to Science. 1938.
- German Youth: Bond or Free. 1946 (deutsch: Vom Barette schwankt die Feder. Geschichte der deutschen Jugendbewegung. Wiesbaden 1949).
- Family, Marriage, and Parenthood. 1948.
- Man in Reciprocity. Introductory Lectures on Culture, Society and Personality. Praeger,  New York 1956.
- Soziologie als Wissenschaft vom sozialen Handeln. 1959.